# Лугонес, Леопольдо
Леопо́льдо Антонио Луго́нес Аргуэльо (исп. Leopoldo Lugones; 13 июня 1874 года, Вилья-де-Мария, Аргентина — 18 февраля 1938 года, Тигре, провинция Буэнос-Айрес) — аргентинский поэт, писатель и журналист, представитель латиноамериканского литературного модернизма. Один из наиболее известных аргентинских поэтов XX века и близкий друг знаменитого никарагуанского поэта-модерниста Рубена Дарио. Покончил жизнь самоубийством в 1938 году, приняв дозу цианида.

## Творчество
В юности Леопольдо Лугонес увлекался социалистическими и анархическими идеями, впоследствии стал поэтом молодой аргентинской буржуазии, приобщавшейся к последним достижениям европейской культуры. В 1892 г. занялся журналистикой, работал в газете «La Montaña», подружился с Мануэлем Кинтаной (Manuel Quintana), кандидатом в президенты Аргентины.
Наряду с никарагуанцем Рубеном Дарио, Лугонес является одним из наиболее значительных модернистов в поэзии Латинской Америки. В своём первом сборнике стихотворений «Золотые горы» (Las montañas de oro, 1897) Лугонес отдал дань романтическим увлечениям в духе Альмафуэрте, но вместе с тем показал себя талантливым и самостоятельным учеником Эдгара По, Шарля Бодлера, Леконт де Лиля и бразильского символиста Крус-э-Соузы. Уже в этом сборнике определились характернейшие черты поэтического облика Лугонеса: виртуозность ритмов, изысканность и эстетизм образов, пристрастие к мистическим концепциям.
Последующие сборники стихов создали Лугонесу необычайную популярность во всей Латинской Америке. В сборнике «Оды веку» (Odas seculares, 1910) Лугонес героизирует историю аргентинской буржуазии.

## Стихотворения

### Сборники
- Золотые горы / Las montañas del oro (1897)
- Сумерки в саду / Los crepúsculos del jardín (1905)
- Лунные песни / Lunario sentimental (1909)
- Оды веку / Odas seculares (1910)
- El libro fiel (1912)
- Книга пейзажей / El libro de los paisajes (1917)
- Las horas doradas (1922)
- Романсы Рио-Секо / Romances del río seco (опубликован посмертно в 1939)

## Рассказы
- Чуждые силы/ Las fuerzas extrañas (1906)
- Роковые рассказы/ Cuentos fatales (1926)

## Публикации на русском языке
- Огненный дождь. СПб.: Азбука-Аттикус, 2010.

## Признание
В Кордове именем Лугонеса названа улица.